# Carrabelle
Carrabelle is een plaats (city) in de Amerikaanse staat Florida, en valt bestuurlijk gezien onder Franklin County.

## Demografie
Bij de volkstelling in 2000 werd het aantal inwoners vastgesteld op 1303.
In 2006 is het aantal inwoners door het United States Census Bureau geschat op 1293, een daling van 10 (-0,8%).

## Geografie
Volgens het United States Census Bureau beslaat de plaats een oppervlakte van
12,5 km², waarvan 9,7 km² land en 2,8 km² water. Carrabelle ligt op ongeveer 8 m boven zeeniveau.

## Plaatsen in de nabije omgeving
De onderstaande figuur toont nabijgelegen plaatsen in een straal van 64 km rond Carrabelle.